# Bardenfleth
Bardenfleth är en tysk-dansk adelsätt, känd sedan 1200-talet.
Släktens mest känd medlem i Danmark var Carl Emil Bardenfleth och hans son Vilhelm Bardenfleth.